# Gare de Ruynes-en-Margeride
La gare de Ruynes-en-Margeride (anciennement dénommée Ruine) est une ancienne gare ferroviaire française de la ligne de Béziers à Neussargues (dite aussi ligne des Causses), située sur le territoire de la commune de Ruynes-en-Margeride, dans le département du Cantal en région Auvergne-Rhône-Alpes.
Elle est mise en service en 1888 par la Compagnie des chemins de fer du Midi et du Canal latéral à la Garonne (Midi) et fermée dans la deuxième moitié du XXe siècle.

## Situation ferroviaire
Établie à 832 mètres d'altitude, la gare de Ruynes-en-Margeride est située au point kilométrique (PK) 678,984 de la ligne de Béziers à Neussargues entre les gares de Garabit (fermée) et de Saint-Flour - Chaudes-Aigues. Le viaduc de Garabit est à trois kilomètres en direction de Marvejols.

## Histoire
La « station de Ruine » est mise en service le 27 mai 1888 par la Compagnie des chemins de fer du Midi et du Canal latéral à la Garonne, lorsqu'elle ouvre à l'exploitation la section de Saint-Chély à Saint-Flour.
Elle ne prend que plus tard le nom de Ruynes-en-Margeride.
La gare est fermée par la Société nationale des chemins de fer français (SNCF) dans la deuxième moitié du XXe siècle.

## Patrimoine ferroviaire

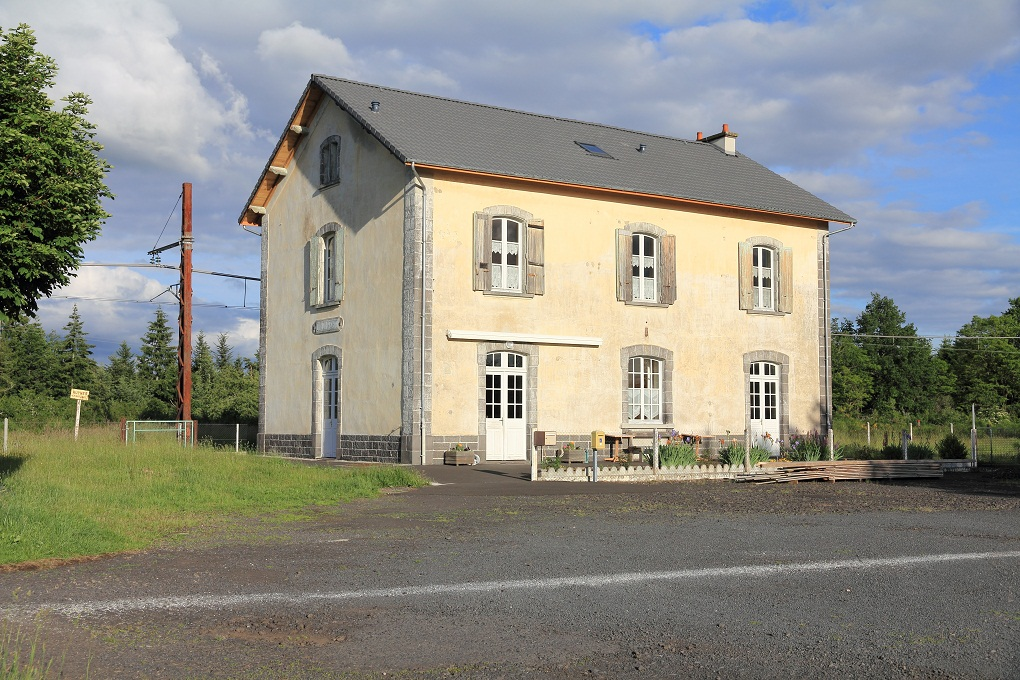
Ancien bâtiment-voyageurs de Ruynes-en-Margeride en 2011.
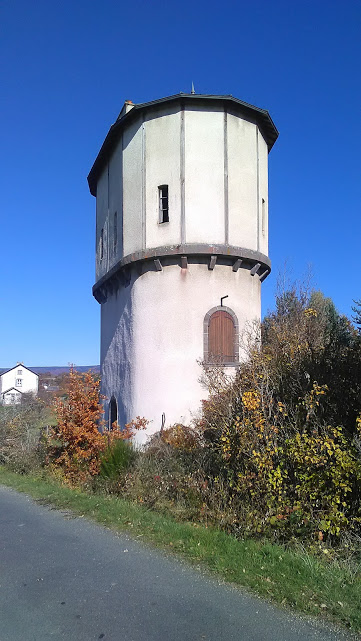
Château d'eau de la gare de Ruynes-en-Margeride